# 니알라 (베냉)
니알라(Niala)는 서부 베냉의 동가주에 있는 마을이다. 니알라는 토고와의 국경 근처에 위치해 있다.